# Neotyphula guianensis
Neotyphula guianensis är en svampart som beskrevs av Wakef. 1934. Neotyphula guianensis ingår i släktet Neotyphula, divisionen basidiesvampar och riket svampar.   Inga underarter finns listade i Catalogue of Life.